# Saruhanlı, Tire
Saruhanlı là một xã thuộc huyện Tire, tỉnh İzmir, Thổ Nhĩ Kỳ. Dân số thời điểm năm 2010 là 266 người.